# Plaza de toros de Sahagún
La plaza de toros de Sahagún es una plaza de toros situada en la villa de Sahagún, León (España). Fue inaugurada el 12 de junio de 1909.

## Historia

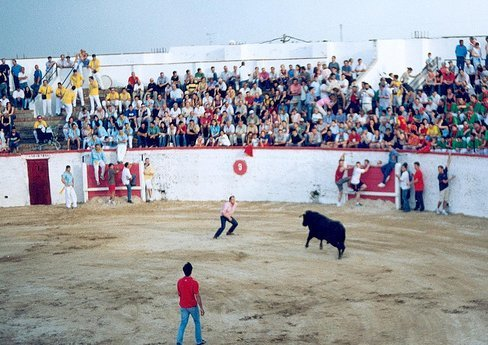

Sahagún tiene una larga tradición taurina que se remonta a 1410, fecha de la que se tiene constancia del primer encierro. 
La plaza de toros de Sahagún se inauguró el 12 de junio de 1909, con motivo de las fiestas patronales en honor a San Juan de Sahagún y la primera corrida fue a las 16.30 horas de la tarde, realizada por el vallisoletano Pacomio Peribáñez y con toros del ganadero palentino D. Clemente Herrero. Por aquella, las entradas para esta ceremonia de su inauguración costaban entre 75 céntimos y 3 pesetas dependiendo del tipo de entrada.
Este recinto fue costeado por una sociedad denominada La Taurina, controlada por el Círculo de Recreo de Sahagún que agrupaba a los hombres más adinerados y poderosos de la villa. Esta sociedad tenía un capital total de 8675 pesetas. Un año más tarde, en 1910, La Taurina se disolvió y la plaza de toros salió a la venta por 12 000 pesetas. Como ninguna persona la adquirió, fue subastada por tan solo 500 pesetas.
Después de varios años siendo propiedad privada, finalmente fue donada al Ayuntamiento de Sahagún el 22 de mayo de 1929.
El 12 de junio de 2009 se celebró el centenario de la plaza con la participación de los toreros diestros Manolo Sánchez, Francisco Rivera Ordóñez y Javier Valverde.

## Curiosidades
La Plaza de Toros fue inaugurada el 12 de junio, con motivo de las fiestas patronales en honor a San Juan de Sahagún. Cuenta la leyenda que estando este personaje en Salamanca, detuvo a un toro bravo que deambulaba por las calles sembrando el pánico entre los salmantinos.
En el cartel de publicidad de la primera corrida se podía leer que La Taurina no disponía más que de ocho caballos y que muertos estos se suprimirá la suerte de varas. También se explicaba que de quedar inutilizados el toro o el torero no se reemplazaría a ninguno de los dos. Además se decía que la corrida de toros se celebraría con permiso de la autoridad y si el tiempo lo permitía y que en caso de que lloviera, no se devolvía el dinero a nadie.
La crónica publicada en la revista Sol y Sombra sobre la primera corrida explicaba que en Sahagún se había inaugurado una bonita plaza, que tendrá una cabida de unas cuatro mil almas, y un amplio ruedo, con su correspondiente barrera. En esta misma revista se decía que en esta primera corrida hubo cuatro toros grandones.